# South Milwaukee
South Milwaukee é uma cidade localizada no estado norte-americano do Wisconsin, no Condado de Milwaukee.

## Demografia
Segundo o censo norte-americano de 2000, a sua população era de 21.256 habitantes.
Em 2006, foi estimada uma população de 20.716, um decréscimo de 540 (-2.5%).

## Geografia
De acordo com o United States Census Bureau tem uma área de 12,4 km², dos quais 12,4 km² cobertos por terra e 0,0 km² cobertos por água. South Milwaukee localiza-se a aproximadamente 204 m acima do nível do mar.

## Localidades na vizinhança
O diagrama seguinte representa as localidades num raio de 12 km ao redor de South Milwaukee.